# فيلق الجيش 54 (الفيرماخت)
فيلق الجيش 54 LIV (بالألمانية: LIV. Armeekorps) Armeekorps) كان فيلق في الفيرماخت خلال الحرب العالمية الثانية. تم تشكيلها في يونيو 1941. بعد فبراير 1944، تم ترقيته إلى ما يعادل القيادة في الرتبة ولكن ليس بالاسم للجيش، وهو أمر أطلق عليه الفيرماخت مفرزة للجيش. عملت تحت الأسماء التالية:
- تحت اسمها الأولي LIV Army Corps، كانت نشطة بين يونيو 1941 وفبراير 1944. [1]
- تم تغيير اسم الجيش مفرزة نارفا (بالألمانية: Armeeabteilung Narwa) في 2 فبراير 1944. [2]
- تمت إعادة تسميته مرة أخرى وأصبح مفرزة الجيش ( (بالألمانية: Armeeabteilung Grasser) في 25 سبتمبر 1944. [3]
- تم إعادة تشكيلها مرة أخرى في أكتوبر 1944، ليصبح مفرزة الجيش كليفل (بالألمانية: Armeeabteilung Kleffel). [4]

تم حل الضباط الأركان في مفرزة الجيش كليفل وتم استخدام أفرادها لتشكيل قيادة كاملة على مستوى الجيش الخامس والعشرون، في 10 نوفمبر 1944. 

## التاريخ

### فيلق الجيش الرابع والخمسون، يونيو 1941 - فبراير 1944

#### تشكيل - تكوين
تم تشكيل فيلق الجيش 54 في 1 يونيو 1941 كاحتياطي تحت إشراف DHM (بالألمانية: Deutsche Heeresmission)، البعثة العسكرية الألمانية في رومانيا. وقد تم أمر إنشائها في 4 أبريل 1941. 

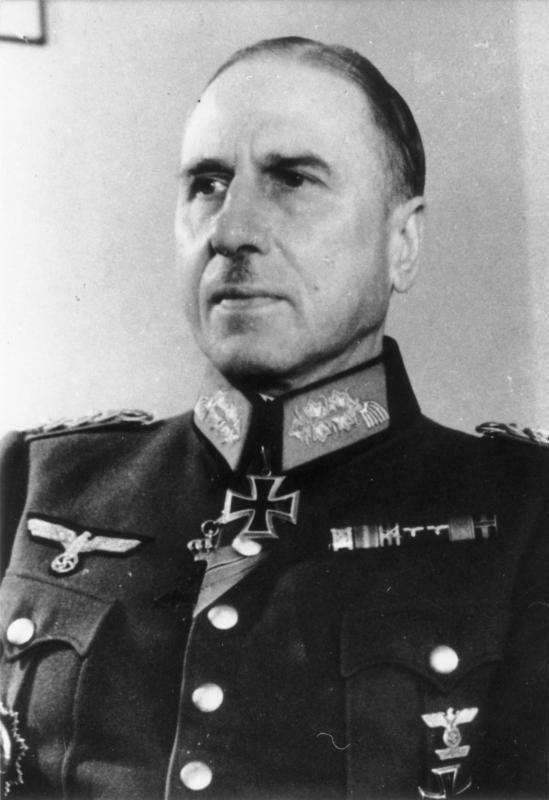
إريك أوسكار هانسن، قائد سلاح فيلق جيش 54 بين عامي 1941 و1943.

كان القائد الأولي لفيلق جيش LIV هو إريك أوسكار هانسن، الذي كان يشغل هذا المنصب حتى 20 يناير 1943.   كان هانسن رئيس سابقًا لDHM، ولكن لم يكن لديه سوى القليل من الإيمان بحلفاء ألمانيا الرومانيين. وصف هانسن الوحدات الرومانية بأنها «غير مجدية في الأعمال الهجومية الصعبة».  كان إنشاء فيلق الجيش LIV جزءًا من التحضير الفوري لغزو المحور للاتحاد السوفييتي، عملية بارباروسا. وقد وافقت رومانيا، بقيادة إيون أنتونسكو، على المشاركة في الغزو. ستوفر رومانيا أربعة فرق وستة ألوية لقوة الغزو الأولية، مع تسعة فرق أخرى ولواءين احتياطيين. علاوة على ذلك، سمحت الحكومة الرومانية للوحدات الألمانية مثل فيلق جيش LIV بالعمل من الأراضي الرومانية. 
كان فيلق الجيش 54 جزءًا من الجيش الحادي عشر ( فون شوبيرت)، والذي كان بدوره جزءًا من مجموعة الجيش الجنوبية تحت جيرد فون روندستيدت، الذي قاد بالفعل مجموعة الجيوش الجنوبية خلال غزو بولندا.  كانت الانقسامات الأولية لفيلق جيش LIV هي فرقة المشاة الخمسين وفرقة المشاة 170.  

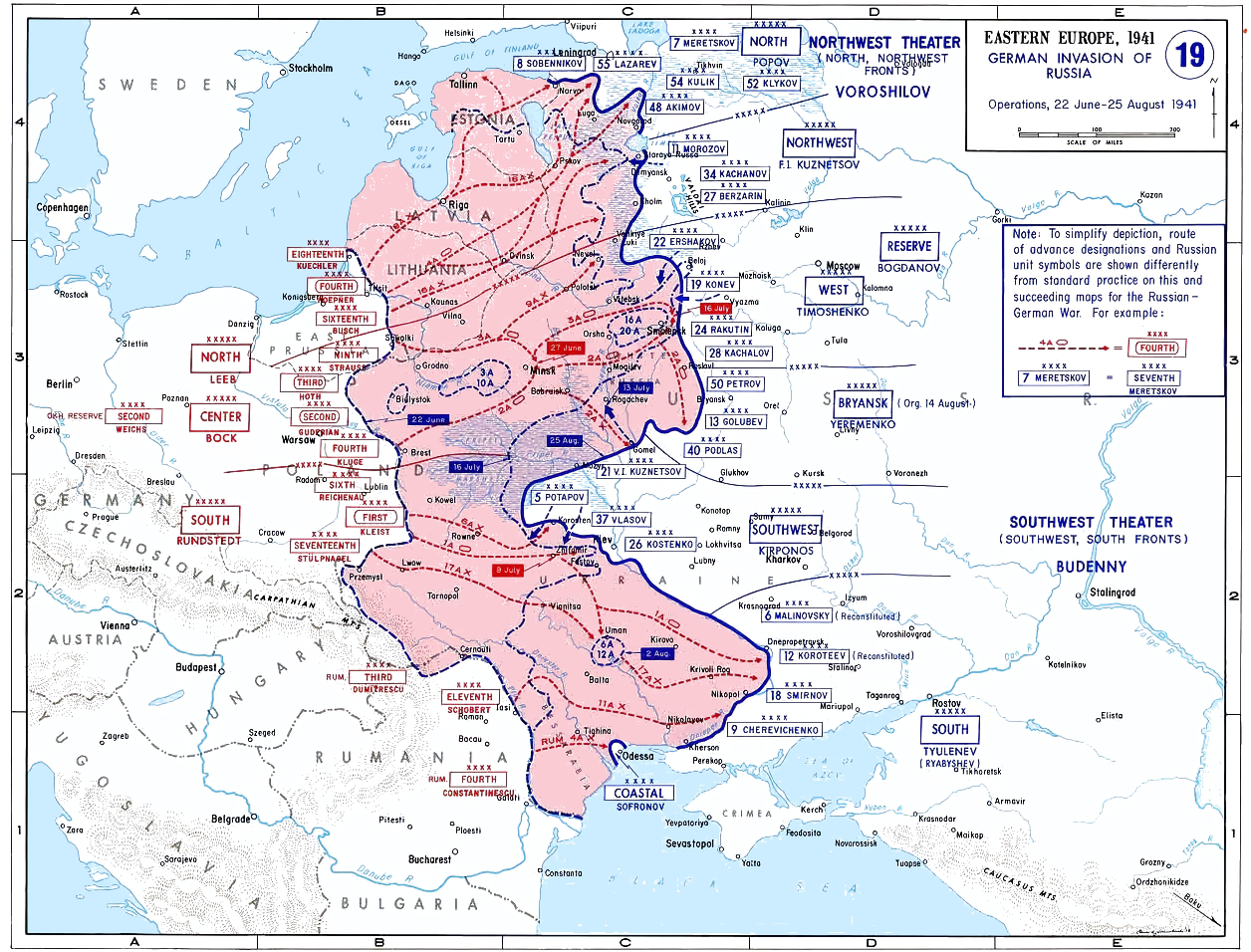
خطة الغزو الألماني للاتحاد السوفيتي، عملية بربروسا. الجيش الحادي عشر ، الذي كان فيلق جيش 54 جزءًا منه، هو الثاني من الأسفل.

#### مارس 1942
مع ضغط ميخليس على القادة السوفييت لتحقيق نتائج، هاجم الجيش الأحمر مرة أخرى في 13 مارس و 26 مارس و 9 أبريل. كما فشلت هذه الهجمات الإضافية. 

#### مايو 1942
انتهت معركة شبه جزيرة كيرتش بانتصار ساحق في 19 مايو. 

#### يوليو 1942
دخل الجيش الحادي عشر الألماني رسميًا سيفاستوبول في 1 يوليو 1942. تمت ترقية مانشتاين إلى رتبة جنرال فيلدمارشال بأمر من هتلر في ذلك المساء كمكافأة على النصر.  تم القضاء على عناصر المقاومة الأخيرة في 4 يوليو 1942، مما أدى إلى إنهاء حصار سيفاستوبول. 

#### سبتمبر 1942
تم نقل فيلق الجيش LIV إلى الجيش الثامن عشر ( ليندمان ) في سبتمبر 1942. 

#### أكتوبر 1942
تم نقل الجيش LIV لفترة وجيزة إلى الجيش الحادي عشر في أكتوبر 1942. 

#### نوفمبر 1942
تم نقل فيلق الجيش LIV بشكل دائم إلى الجيش الثامن عشر في نوفمبر 1942.  في وقت النقل، كان فيلق الجيش LIV يقود فقط فرقة المشاة 250 "الزرقاء" ، المكونة من المتطوعين الإسبان في الفيرماخت. انضم فيلق جيش LIV إلى حصار لينينغراد.  

### مفرزة الجيش نارفا، فبراير 1944 - سبتمبر 1944

#### فبراير 1944
في 2 فبراير 1944، زار والتر موديل ، قائد مجموعة الجيوش الشمالية بين 9 يناير و 31 مارس، المواقع في منطقة نارفا. في هذه المناسبة، قام الموديل بالتحدق غلى فيلق الجيش LIV ومنح قيادة جميع القوات على طول نهر نارفا إلى سبونهايمر في وحدة تابعة مباشرة لمجموعة جيوش الشمال وبالتالي متساوية في رتبة الجيش. 

### تشكيل الجيش الخامس والعشرين، نوفمبر 1944
في 10 نوفمبر 1944، أصبحت مفرزة الجيش كليفل الجيش الخامس والعشرين. 

## الافراد الجدريين بالذكر

### فيلق الجيش LIV
- إريك أوسكار هانسن ، قائد الفيلق من 1 يونيو 1941 إلى 20 يناير 1943. [6]
- كارل هيلبرت ، قائد الفيلق من 20 يناير 1943 إلى 1 أغسطس 1943.
- أوتو سبونهيمر ، قائد الفيلق من 1 أغسطس 1943.